# ایستگاه متروی میدا ویل
ایستگاه متروی میدا ویل یک ایستگاه از خط بیکرلو و از خطوط متروی لندن است که در منطقه میدا ویل قرار دارد.

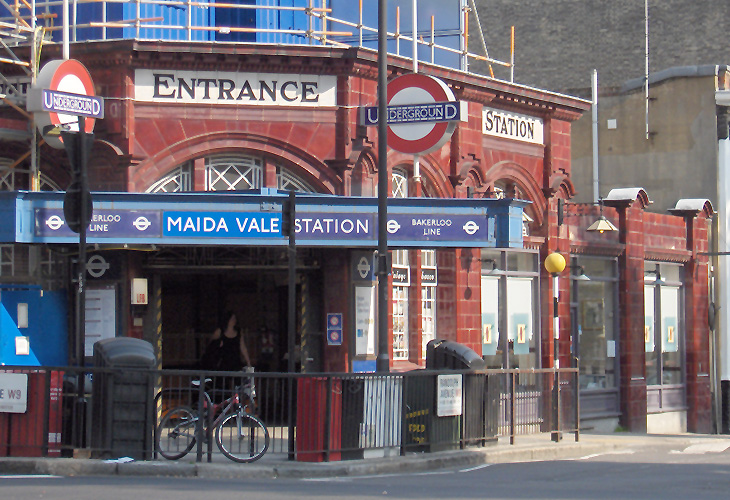

## نگارخانه

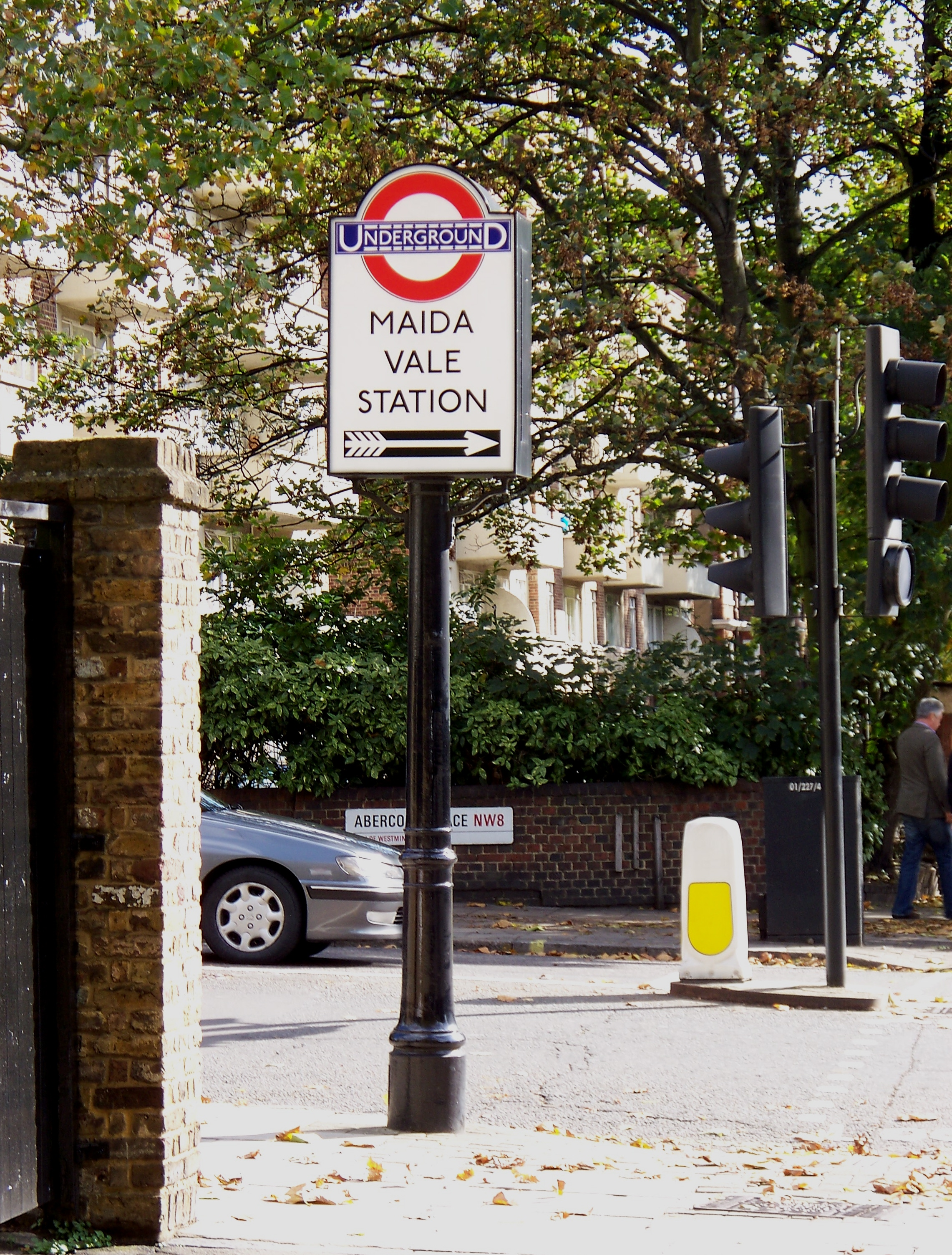
Sign on the main road for the station
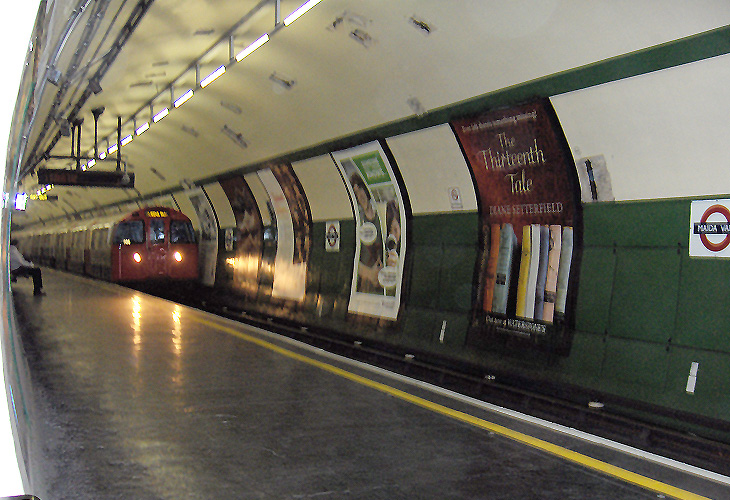
Northbound platform view (September 2006)
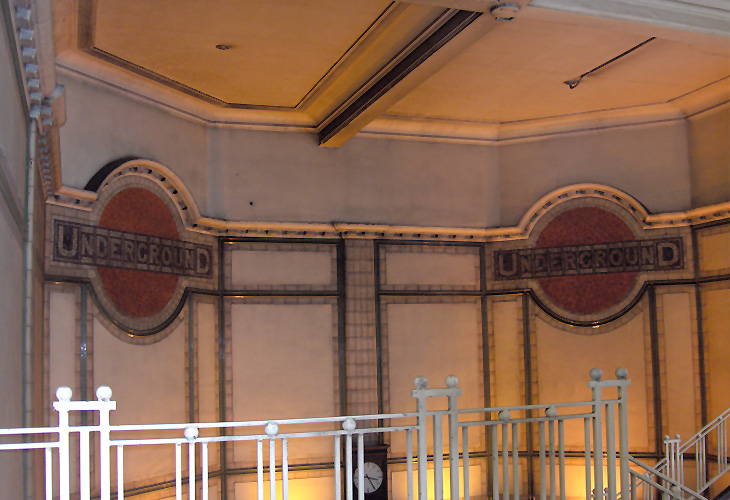
Mosaics over the concourse entrance (September 2006)
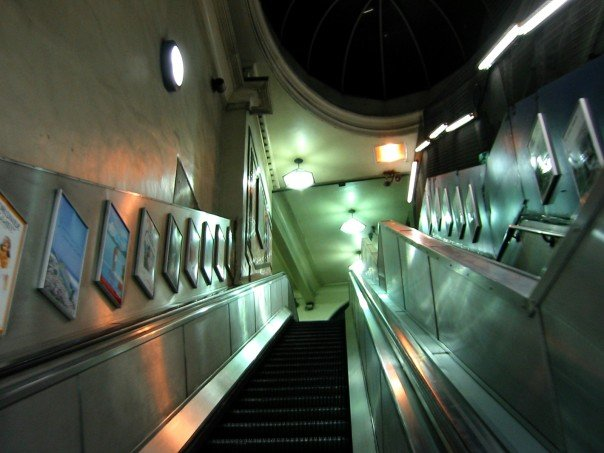
Escalator at Maida Vale Tube Station (December 2002)